# Lengenfeld (Alesheim)

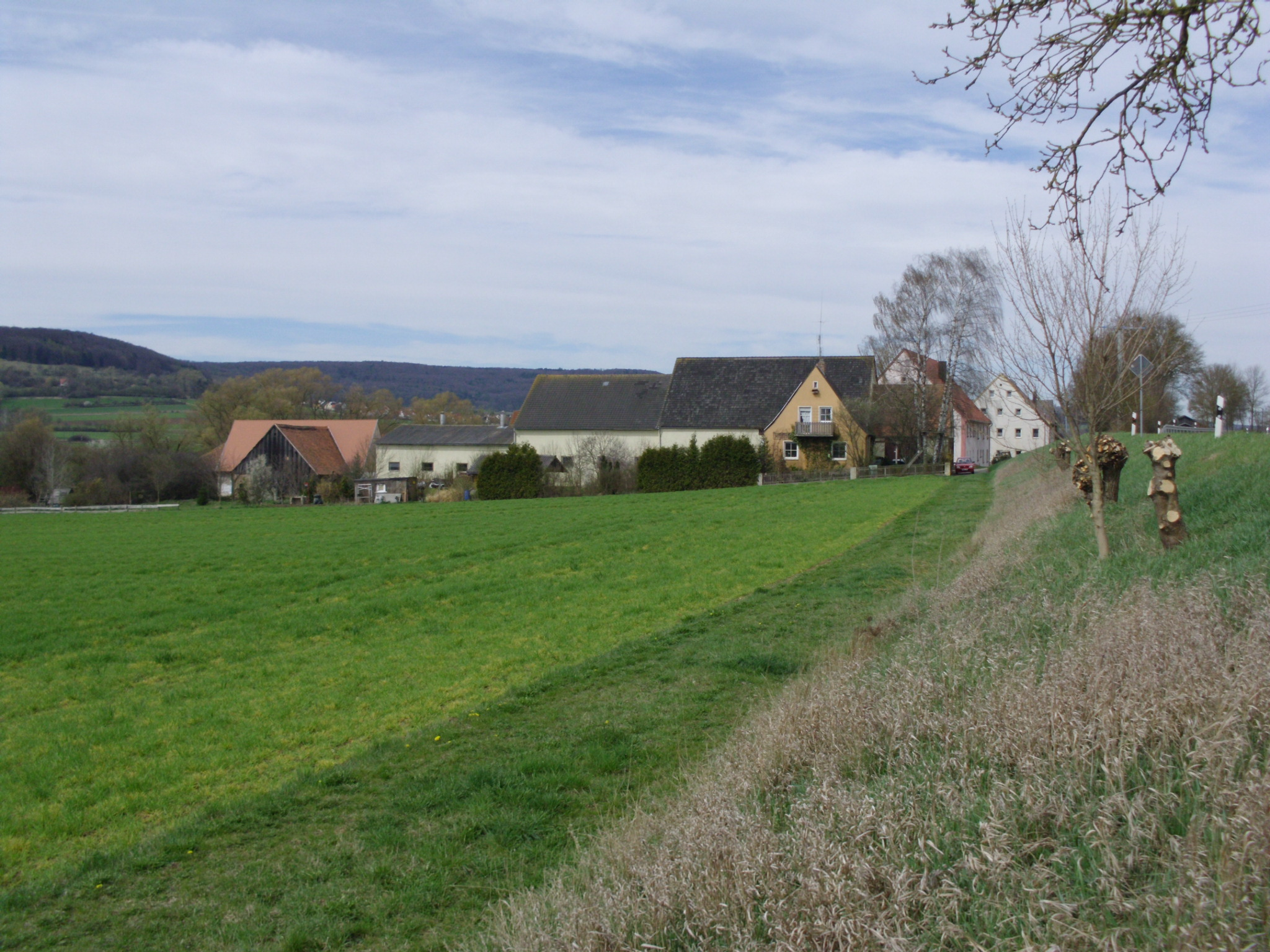
Lengenfeld, von Süden gesehen, mit Blick zum Hahnenkamm

Lengenfeld ist ein Gemeindeteil von Alesheim im Landkreis Weißenburg-Gunzenhausen (Mittelfranken, Bayern). Lengenfeld liegt in der Gemarkung Trommetsheim.

## Lage
Der Weiler befindet sich zwischen Trommetsheim im Norden und Bubenheim im Südosten westlich der Kreisstraße WUG 3. Von Trommetsheim ist der Weiler 2,9 und von Bubenheim 2,6 km entfernt. Südwestlich angrenzend fließt die Altmühl vorbei, in ca. 0,5 km Entfernung verläuft die Bahnstrecke Treuchtlingen–Würzburg.

## Ortsnamendeutung
Der Ortsname wird gedeutet als Ansiedlung „beim langen Feld“.

## Geschichte
Der Ort wurde erstmals 1212 genannt, als Otto, Dompropst zu Würzburg, sein Vatergut zu „Lengenvelt“ der Eichstätter Kirche übertrug. Damit wurde der Bischof von Eichstätt Lehensherr über Lengenfeld. 1239 war das Kloster Rebdorf mit Höfen in „Lengenveld“ belehnt; 1327 belehnte der Eichstätter Bischof den St.-Richard-Altar im Dom zu Eichstätt mit zwei Lengenfelder Höfen. Aus einem Beleg von 1407 geht hervor, dass der Weiler aus drei Höfen und einem Fischwasser bestand und dem eichstättischen Amt Gundelsheim zinsbar war. Das Altmühl-Fischwasser verkaufte der Bischof 1440 dem Kloster Wülzburg. Für 1504 wird berichtet, dass der eichstättische Weiler der Gerichtsbarkeit des brandenburgisch-ansbachischen Amtes Gunzenhausen unterstand. Ein Beleg von 1572 sagt aus, dass der Weiler der ansbachischen Obrigkeit nunmehr dem eichstättischen Amt Sandsee zinsbar war.
Am Ende des Heiligen Römischen Reichs unterstand der Weiler hochgerichtlich dem seit 1792 ansbachisch-preußischen Oberamt Gunzenhausen und dorfgerichtlich dem eichstättischen Amt Sandsee-Pleinfeld. Dorthin hatten zwei Höfe und ein Köblergut gehört; ein Halbhof gehörte zum Richteramt Wettelsheim.
1806 wurde Lengenfeld mit dem ehemaligen Fürstentum Ansbach infolge des Reichsdeputationshauptschlusses, der das Hochstift Eichstätt auflöste, Besitz des Königreichs Bayern. 1808 wurde der Weiler bei der Bildung der bayerischen Steuerdistrikte dem Steuerdistrikt „Trometsheim“ (so die amtliche Schreibweise von Trommetsheim bis 1875) im Landgericht Weißenburg zugeordnet. 1811 wurde er der Ruralgemeinde Kattenhochstatt zugeordnet. 1815 wurde Trommetsheim mit Lengenfeld dem Herrschaftsgericht Ellingen unterstellt, als dieses als bayerisches Thronlehen für den Feldmarschall Fürsten Wrede errichtet wurde. 1848 wurde diese standesherrliche Gerichtsbarkeit aufgehoben und an ihrer Stelle eine Königliche Gerichts- und Polizeibehörde gebildet, die 1852 zum Landgericht Ellingen umgestaltet wurde.
Am 1. Mai 1978 erfolgte die Eingemeindung der Gemeinde Trommetsheim nach Alesheim. Seitdem ist der Weiler Lengenfeld ein offizieller Gemeindeteil von Alesheim.
1912 wurde im Zuge der Altmühl-Korrektion bei Lengenfeld ein Wässerungswehr errichtet. Durch das Gewässerentwicklungskonzept „Mittlere Altmühl“ von 1996 wird eine Renaturierung und Laufverlängerung der Altmühl angestrebt. Im Rahmen dieser Arbeiten kamen 2003 an einem Altwasser bei Lengenfeld im Boden Holzpfähle zweier ehemaliger Altmühlbrücken zu Tage, die archäologisch untersucht wurden.

### Einwohnerzahlen
1818: 19 Einwohner
1824: 43 Einwohner, 4 Anwesen
1950: 41 Einwohner, 4 Wohngebäude
1961: 21 Einwohner, 5 Wohngebäude
31. Dezember 2009: 18 Einwohner

## Persönlichkeiten der Gemeinde
- Karl Dunz (1917–2020), Autor von mehreren Heimatbüchern